# أليكس ساندر
أليكس ساندر هو لاعب كرة قدم إندونيسي في مركز حراسة المرمى، ولد في 1997 في ديبوك في إندونيسيا. لعب مع Persela Lamongan ‏.

## وصلات خارجية
- أليكس ساندر على موقع قاعدة بيانات كرة القدم.إي يو (الإنجليزية)
- أليكس ساندر على موقع Soccerway.com (الإنجليزية)